# كأس العالم تحت 20 سنة لكرة القدم 2025
بطولة كأس العالم للشباب تحت 20 سنة 2025 أو كأس العالم تحت 20 سنة لكرة القدم 2025 هي النسخة الرابعة والعشرون من كأس العالم تحت 20 سنة، هي بطولة كرة القدم دولية للشباب للرجال التي تقام كل عامين والتي تتنافس عليها فرق تحت 20 عامًا الوطنية التابعة للاتحادات الأعضاء في الاتحاد الدولي لكرة القدم (الفيفا)، منذ إنشائها في عام 1977 باعتبارها بطولة العالم للشباب. ستُعقد في تشيلي في الفترة من 27 سبتمبر إلى 19 أكتوبر 2025. منتخب الأوروغواي هو حامل اللقب في النسخة السابقة.